# Symbiotiska befrielsearmén

SLA:s flagga.

Symbiotiska befrielsearmén (en: The United Federated Forces of the Symbionese Liberation Army, SLA) var en USA-baserad stadsgerillagrupp bestående av väpnade vänsteraktivister, verksam 1973–1975. Organisationen blev främst känd för kidnappningen av Patricia "Patty" Hearst 1974. Vissa medlemmar förblev på fri fot till 1999 och 2002.

## Historia

### Tidig historia
Gruppen bildades efter att Donald DeFreeze rymt från Soledads fängelse (Soledad, Kalifornien) i mars 1973 och tagit sig det nya namnet Field Marshal Cinque ("Fältmarskalk Fem", enligt uppgift efter en föregiven förebild som skall ha varit allierad med den haitiske revolutionären Toussaint l'Ouverture). DeFreeze hade varit aktiv i Black Cultural Association, en rörelse för utbildning av svarta i fängelse, under sin tid i fängelse och där kommit i kontakt med medlemmar i en radikal politisk organisation kallad Venceremos. Till slut hamnade DeFreeze i Peking House, ett kollektiv där maoism hade stort inflytande, och träffade där Willie Wolfe och Russ Little vilka senare skulle bli medlemmar i SLA. Han träffade också Patricia Soltysik, inom rörelsen kallad Mizmoon, och de två blev ett par. DeFreeze var svart och Soltysik vit, ett faktum som inte var oviktigt i USA 1973. Tillsammans började de göra upp planer för en "Symbionetisk nation" ("Symbionese Nation"). Namnet antas syfta på symbios, en biologisk term som avser ömsesidigt beroende och ömsesidig nytta mellan skilda organismer; uppenbarligen åsyftades rasfrågan.
SLA begick sin första terroraktion den 6 november 1973, när de mördade Marcus Foster, skolinspektör i Oakland, Kalifornien. Orsaken till mordet var att Foster godkänt införandet av ID-kort i Oaklands skolor, vilket SLA betecknade som "fascistiskt" - ironiskt nog hade Foster motarbetat det ursprungliga förslaget och lyckats genomdriva ett avsevärt förmildrat förslag. Den 10 januari arresterades Joe Remiro och Russ Little för mordet. Little frikändes slutligen men Remiro avtjänar fortfarande fängelsestraff.

### Hearst-kidnappningen

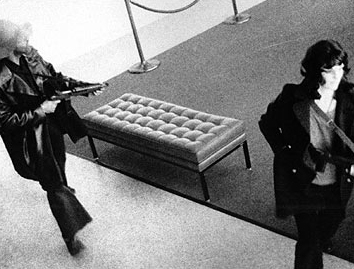
Hearst (till höger) fotograferad av en övervakningskamera i the Hibernia Bank.

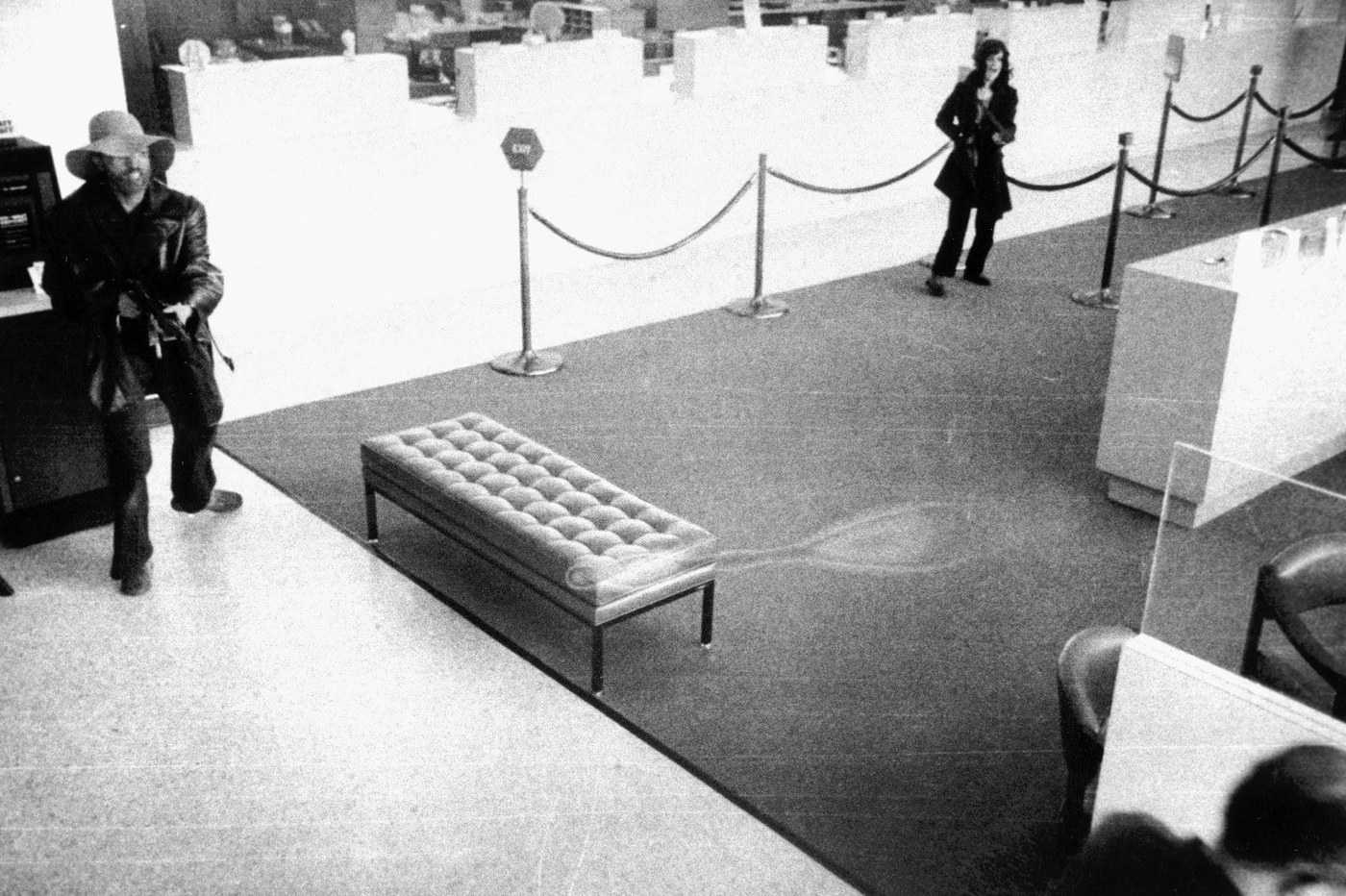
Hearst kommenderar bankkunder.

Nästa aktion var redan planerad och fanns beskriven i dokument som FBI hittat i ett tillflyktshus - operationen kallades "Full moon of 7 January" ("7 januaris fullmåne"). FBI vidtog inte några åtgärder och aktionen verkställdes en månad senare, den 4 februari 1974. Patricia Hearst, arvtagare till tidningsmagnaten William Randolph Hearst, bortfördes då från sin lägenhet i Berkeley. Först ville SLA att deras medlemmar Little och Remiro skulle frisläppas från fängelset i utbyte mot Hearst. När detta misslyckades krävde man att Hearst-imperiet skulle dela ut mat till fattiga. Försök att möta kravet gjordes men matutdelningen var dåligt organiserad och slutade i upplopp.
Under den här tiden hölls Patricia Hearst instängd i en garderob ur vilken hon släpptes ut endast för toalettbesök. Då och då fick hon göra bandinspelningar som släpptes till massmedia. Med tiden blev dessa mer och mer i linje med SLA:s politiska ideologi, och efter att SLA och familjen Hearst misslyckats med att komma överens blev Patricia Hearst, efter 57 dagars isolering, medlem av SLA. Bara ett par dagar senare rånade gruppen the Hibernia Bank i San Francisco. Under bankrånet deklarerade Hearst vem hon var och att hon tagit sig namnet "Tania".
Att Patricia Hearst valde att ansluta sig till SLA och att hon lät bli att fly från dem vid ett flertal tillfällen ses som ett resultat av att hon fallit offer för hjärntvätt och/eller stockholmssyndromet.
Den 16 maj urartade ett snatteri och William Harris (Teko) och Emily Harris (Yolanda) höll på att bli fångade av ett butiksbiträde, men kom undan då Hearst öppnade eld mot affären från andra sidan gatan.

### Gruppen decimeras och värvar nya medlemmar
Nästa dag fick polisen ett anonymt tips om att flera tungt beväpnade människor gömde sig i "hennes dotters hus". Mer än 400 poliser deltog i tillslaget. En äldre man och ett barn kom ut efter att man via högtalare talat om att huset var omringat - mannen uppgav att inga fler fanns i huset, barnet att "många, med vapen och patronbälten" fanns där. Tårgas sköts in och besvarades med automateld.
Efter två timmar fattade huset eld och polisen uppmanade återigen invånarna att komma ut. Tre kvinnor kom ut och befanns senare inte vara delaktiga i terrorgruppen. Två kvinnor kom ut under fortsatt eldgivning mot polisen och sköts ner. När elden släckts hämtades 19 vapen från huset, samt kropparna efter Nancy Ling Perry (Fahizah), Angela Atwood (General Gelina), Willie Wolfe (Cujo, ryktades ha varit Patty Hearsts älskare), Donald DeFreeze (Cinque), Patricia Soltysik (Zoya/Mizmoon) och Camilla Hall (Gabi).
Efter detta var det bara Hearst och paret Harris som återstod av gruppen. De hade sett skottdramat där deras kamrater dödats direktsänt på TV. De tog kontakt med Emily Harris vän Kathleen Soliah som talat till deras försvar under en demonstration. Den 21 april 1975 under ett bankrån i Carmichael, Kalifornien, dödades bankkunden Myrna Opsahl (född 1933). Hearst uppgav senare i rättegången att rånet begåtts av Emily Harris, Kathleen Soliah, Michael Bortin och James Kilgore, medan hon själv och Wendy Yoshimura var flyktchaufförer samt att William Harris och Steven Soliah höll utkik. Hon uppgav också att det var Emily Harris som dödade Opsahl.

### Gripanden
Hearst, paret Harris och Wendy Yoshimura arresterades till slut i september 1975. Ett försök av Kathleen Soliah att döda poliser med en bomb misslyckades den 21 augusti 1975, men Soliah förblev på fri fot tills hon arresterades 1999. Hon hade tagit namnet Sara Jane Olson, gift sig med en läkare och bildat familj. 2001 dömdes hon till ett långt fängelsestraff.
2002 ställdes slutligen Soliah, William och Emily Harris, Bortin och Kilgore inför rätta för mordet på Opsahl. Förutom Kilgore (som lyckades undvika att infångas ända till den 8 november 2002 då han greps i Sydafrika och senare utlämnades till USA) arresterades alla omedelbart. Emily Harris - nu med det nya namnet Emily Montague - erkände att hon hållit i mordvapnet.

## Filmer om SLA
Flera filmer har gjorts om Symbiotiska befrielsearmén, både spelfilmer med varierande grad av verklighetsanknytning, och dokumentärfilm. Många av filmerna har haft fokus på Hearst, gruppens mest kända medlem. 
Spelfilmer
- Abduction (1975), regisserad av Joseph Zito
- Tanya (1976)
- Patty (1976)
- The Ordeal of Patty Hearst (1979). En TV-film som berättar historien utifrån en FBI-agents perspektiv.
- Patty Hearst (1988), regisserad av Paul Schrader. Filmen bygger på Hearsts självbiografi. Hearst spelas av Natasha Richardson

Dokumentärer
- Guerrilla: The Taking of Patty Hearst (2004), även släppt som Neverland: The Rise and Fall of the Symbionese Liberation Army

Övrigt
- Rollfiguren "Nina van Horn" i komediserien Just Shoot Me! är i den fiktiva dokumentären Nina Van Horn: Trouble Be Thy Name en tidigare medlem i gruppen.